# تصادف ۷ جهان (آلبوم)
| بررسی انتقادی | بررسی انتقادی  |
| منبع          | رتبه‌بندی       |
| ------------- | -------------- |
| آل موزیک      | link           |
| رولینگ استون  | favorable link |

تصادف ۷ جهان: زنده در سنت جیمز آلبومی از یک پروژه موسیقی توسط نیل فین، خواننده و نوازنده نیوزیلندی است که در سال ۲۰۰۱ توسط تیم پروژه تصادف ۷ جهان منتشر شد. این ضبطی زنده از مجموعه ای از پنج نمایش در تئاتر سنت جیمز دراوکلند، نیوزیلند بود که از ۲ آوریل ۲۰۰۱ تا ۶ آوریل ۲۰۰۱ به طول انجامیده بود؛ نوازندگان مهمان قابل توجه در گروه فین شامل ادی ودر، جانی مار، اد اوبراین، تیم فن، سباستین استینبرگ، فیل سلوی، لیزا ژرمنو و بِچادوپا (شامل پسر نیل، لیام فین) بودند.
به این آلبوم، اعتبار «نیل فین و دوستان» داده شد.
عنوان این آلبوم، و همچنین پروژه "تصادف ۷ جهان"، از بیتِ" هفت دنیا برهم خواهد خورد / هر آن زمان که من طرف شما باشم" از تک آهنگ "خانه شلوغ" از گروه دیستنت سان سال ۱۹۹۳ مشتق شده‌است.

## لیست آهنگ

### انتشار CD
تمام آهنگ‌ها توسط نیل فین نوشته شده، به جز موارد ذکر شده.
1. "هر زمان" - ۳:۳۲
2. "قدم زدن" - ۳:۵۳
3. "کوهنورد" - ۴:۳۱
4. "زبان سست" (نین فین، جیم مگنی) - ۴:۲۲
5. "گوشه پایین" (جانی مار) - ۴:۳۱
6. " نوری هست که هرگز خاموش نمی‌شود " (مار، موریسی) - ۴:۲۲
7. "عروسک کاغذی" (لیزا جرمانو) - ۲:۵۶
8. "برگرد و بدو" - ۴:۱۰
9. "فرشته هیپی" (ن. فین، تیم فین) - ۳:۵۰
10. "گلهای خوراکی" (ن. فین، تیم فین) - ۴:۵۷
11. "اراجیف و مزخرفات" (تیم فین) - ۴:۲۰
12. " من قرمز می‌بینم " (تیم فین) - ۳:۳۱
13. " او راه خود را دارد " - ۴:۴۸
14. " راه‌های جدایی " (ادی ودر) - ۵:۵۰
15. " آب و هوا با شما " (ن. فین، تیم فین) - ۵:۲۶
16. "بهشت (هر کجا که هستی)" (ن. فین، تیم فین) - ۴:۰۶
17. " رویای آن را نداشته باش" - ۵:۳۱

### انتشار دی وی دی
1. " از پا افتادن "
2. "هر زمان"
3. "سوراخی در یخ"
4. "عروسک کاغذی"
5. "کوهنورد"
6. "قدم زدن"
7. "آخرین چیزی که باید دانست"
8. "گوشه پایین"
9. "نوری وجود دارد که هرگز نمی‌رود"
10. " جهان خصوصی "
11. "راه‌های ترک"
12. "رانندگی من دیوانه"
13. "برگرد و بدو"
14. "زبان سست"
15. "او راه خود را دارد"
16. "فرشته هیپی"
17. "گلهای خوراکی"
18. "اراجیف و مزخرفات"
19. " چهار فصل در یک روز "
20. "هرگز تسلیم نشو"
21. "گریه گرگ"
22. " تاریخ هرگز تکرار نمی‌شود "
23. " من قرمز می‌بینم "
24. "بهشت (هر جا که هستی)"
25. " آب و هوا با شما "
26. " رویای آن را نداشته باش "

## عوامل
- نیل فین - آواز، گیتار الکتریک، گیتار آکوستیک، گیتار آکوستیک ۱۲ سیمه
- تیم فن - آواز، گیتار آکوستیک، پیانو
- اد اوبراین - آواز، گیتار الکتریک، ای بو، گیتار آکوستیک، افکت‌ها
- جانی مار - آواز، گیتار الکتریک، یوکللی، گیتار آکوستیک
- لیزا جرمانو - آواز، کیبورد، پیانو، ویولن، گیتار الکتریک، یوکللی
- سباستین استینبرگ بیس، بس الکتریک، کنتربیس
- فیل سلوی - درامز
- ادی ودر - آواز، گیتار الکتریک، یوکللی
- پل جفری - کیبورد، ارگ
- لیام فین - گیتار الکتریک
- کریس گرلند - گیتار الکتریک
- جو برملی - باس
- مت اکلس - درامز